# Minardi M185
A Minardi M185 egy Formula–1-es versenyautó, amivel a Minardi csapat versenyzett az 1985-ös Formula–1 világbajnokság során, valamint átalakított, 185B specifikációjú változatával az 1986-os idényben. Pilótája 1985-ben Pierluigi Martini volt, 1986-ban pedig Andrea de Cesaris és Alessandro Nannini.

## Áttekintés
Giancarlo Minardi a nyolcvanas évek közepén úgy döntött, hogy más géposztályokban elért sikerei után a Formula–1-be is nevezni fog. A turbókorszakban ez nem volt egyszerű, ugyanis a költségek hatalmasok voltak, de a csapat bízott benne, hogy a náluk lévő szakembergárdával ezt kompenzálni tudják. Még mielőtt részt vettek volna az 1985-ös idényben, épült egy tesztautójuk is, Giacomo Caliri tervei alapján: az M184-es sosem versenyzett élesben, és az Alfa Romeo motorja hajtotta. Ez volt a terv az M185-össel is, azonban addigra az Alfa Romeót otthagyta a fő motortervező Carlo Chilti, és megalapította saját, Motori Moderni nevű cégét. A 615-90 kódnevű erőforrás fejlesztése lassan haladt, és nem lett készen addigra, amikor az autó, ezért az első két versenyre a Minardi jobb híján a Ford-Cosworth DFV erőforrásokat rakta az autóba, amelynek a teljesítménydeficit miatt amúgy se lett volna sok esélye, ha Martini nem adja fel vele mindkétszer a futamot.
Imolára végre elkészült a turbómotor, de hamar kiderült róla, hogy nehéz és gyenge is. Körönként több másodperccel volt lassabb a csapat az élmezőnytől, és komoly megbízhatósági problémák is hátráltatták őket. Martini egész évben mindössze kétszer ért célba (a német nagydíjon öt körrel a vége előtt esett ki, ezért rangsorolták), a szezonzáró ausztrál nagydíjon a nyolcadik helyen.
1986-ra a Minardi két autót nevezett, két új pilótájuk de Cesaris és Nannini lettek. Az erőforrás továbbra is a Motori Moderni turbómotorja volt, amelyen fejlesztettek valamicskét, de még így is gyenge volt. A megbízhatósággal pedig továbbra is komoly gondok voltak, ezért ezzel az autóval egész évben mindössze egyetlen esetben (Nannini Dél-Afrikában) tudtak célbaérni. Az idény vége felé már az új, M186-os autót is használták.

## Eredmények
| Év   | Csapat           | Kasztni | Motor                 | Gumik | Pilóták            | 1   | 2   | 3   | 4   | 5   | 6   | 7   | 8   | 9    | 10  | 11  | 12  | 13  | 14  | 15  | 16  | Pontok | Helyezés |
| ---- | ---------------- | ------- | --------------------- | ----- | ------------------ | --- | --- | --- | --- | --- | --- | --- | --- | ---- | --- | --- | --- | --- | --- | --- | --- | ------ | -------- |
| 1985 | Minardi Team SpA | M185    | Ford-Cosworth DFY     | P     |                    | BRA | POR | SMR | MON | CAN | DET | FRA | GBR | GER  | AUT | NED | ITA | BEL | EUR | RSA | AUS | 0      | -*       |
| 1985 | Minardi Team SpA | M185    | Ford-Cosworth DFY     | P     | Pierluigi Martini  | KI  | KI  |     |     |     |     |     |     |      |     |     |     |     |     |     |     | 0      | -*       |
| 1985 | Minardi Team SpA | M185    | Motori Moderni 615-90 | P     | Pierluigi Martini  |     |     | KI  | NK  | KI  | KI  | KI  | KI  | 11 † | KI  | KI  | KI  | 12  | KI  | KI  | 8   | 0      | -        |
| 1986 | Minardi Team SpA | M185B   | Motori Moderni 615-90 | P     |                    | BRA | ESP | SMR | MON | BEL | CAN | DET | FRA | GBR  | GER | HUN | AUT | ITA | EUR | MEX | AUS | 0      | -        |
| 1986 | Minardi Team SpA | M185B   | Motori Moderni 615-90 | P     | Andrea de Cesaris  | KI  | KI  | KI  | NK  | KI  | KI  | KI  | KI  | KI   | KI  |     | KI  |     |     |     |     | 0      | -        |
| 1986 | Minardi Team SpA | M185B   | Motori Moderni 615-90 | P     | Alessandro Nannini | KI  | KI  | KI  | NK  | KI  | KI  | KI  | KI  | KI   | KI  | KI  |     | KI  | KI  | 14  | KI  | 0      | -        |

† - nem fejezte be a futamot, de rangsorolták, mert teljesítette a versenytáv 90 százalékát.
Az akkor érvényes szabályok szerint az egy idényben szívó- és turbómotorral is versenyző csapatokat a konstruktőri bajnokságban a motor típusától függően többször is értékelték.